# Santos Juan Evangelista y Petronio (título cardenalicio)
Santos Juan Evangelista y Petronio es un título cardenalicio de la Iglesia Católica. Fue instituido por el papa Juan Pablo II en 1985.

## Titulares
- Giacomo Biffi (25 de mayo de 1985 - 11 de julio de 2015)
- Baltazar Enrique Porras Cardozo (19 de noviembre de 2016)